# Mathis Häseler
Mathis Häseler (* 25. Juni 2002 in Lünen) ist ein deutscher Handballspieler.

## Karriere

### Im Verein
Mathis Häseler spielte bereits in der Jugend für den VfL Gummersbach. Seit 2020 steht er im Kader der 1. Mannschaft. 2022 gelang ihnen der Aufstieg in die 1. Bundesliga.

### In Auswahlmannschaften
Mit der deutschen Jugendnationalmannschaft gewann er beim Europäischen Olympischen Sommer-Jugendfestival 2019 die Silbermedaille. Mit der Juniorennationalmannschaft wurde er bei der U-21-Weltmeisterschaft 2023 in Deutschland und Griechenland Weltmeister.
Am 7. Mai gab er sein Debüt für die A-Nationalmannschaft gegen die Schweiz. Bei seinem Debüt erzielte er vier Tore.